# Phare de Bound Skerry
Le phare de Bound Skerry est un phare situé sur l'île de Bound Skerry des Skerries extérieures faisant partie des îles de l'archipel des Shetland en Écosse.
Ce phare est géré par le Northern Lighthouse Board (NLB) à Édimbourg,l'organisation de l'aide maritime des côtes de l'Écosse.

## Le phare
Le phare a été conçu par les ingénieurs civils écossais David Stevenson et Thomas Stevenson et
mis en service le 15 septembre 1858. C'est une tour cylindrique blanche de 30 m de haut, avec galerie et lanterne noire. Il n'y a plus de maison de gardien, elle était sur l'îlot voisin de Grunay.
Cette station a été mitraillée par un sous-marin allemand en février 1941, mais elle a échappé aux dégâts significatifs. Les îles sont accessibles par un ferry quotidien.
Identifiant : ARLHS : SCO-164 - Amirauté : A3807 - NGA : 3420.

### Lien connexe
- Liste des phares en Écosse